# Història colonial d'Angola
Es considera que la història colonial d'Angola comença des de l'aparició de l'Imperi Portuguès sota Diogo Cão en 1482 (riu Congo) o 1484 (costa angolesa) fins a la independència d'Angola en 1975. Tanmateix, l'assentament no va començst fins a la fundació per Paulo Dias de Novais de l'establiment de São Paulo de Loanda (Luanda) en 1575, i el govern portuguès només va incorporara formalment Angola com a colònia en 1655 o el 12 de maig de 1886.

## Segle XVI
Luanda va ser fundada en 1576 amb un centenar de famílies de colons i 400 soldats. Benguela va ser fundada com un fort en 1587.

## Seglexvii
Luanda va rebre l'estatut de ciutat en 1605. En 1617 Benguela es va desenvolupar com a ciutat. En 1618 els portuguesos van construir la fortalesa de São Pedro da Barra, seguida de la Fortalesa de São Miguel en 1634. Luanda va ser el centre administratiu de l'Angola portuguesa des de 1627, amb una excepció.
Durant la guerra d'independència portuguesa contra els espanyols, els neerlandesos van governar Luanda de 1640 a 1648 com a Fort Aardenburgh. Els portuguesos van intentar reafirmar el seu control sobre Angola després de l'ocupació neerlandesa dels anys 1640. Angola va ser una part de l'Àfrica Occidental Portuguesa a partir de l'annexió de diversos territoris a la regió com a colònia en 1655 fins a la seva designació com a província d'ultramar, efectiva des del 20 d'octubre de 1951.
La influència de Brasil a Angola va créixer substancialment després de 1650, i alguns observadors van comparar la relació d'Angola amb Brasil com la d'una colònia al seu imperi. El contacte amb Brasil va donar lloc a la transferència de cassava d'Amèrica del Sud a Angola i la transformació de l'agricultura angolesa, augmentant la diversitat de la dieta local i reduint l'impacte de la sequera en la collita dels agricultors.
En 1656, els portuguesos van signar un tractat amb la Reina Nzinga de Ndongo, un adversari dels portuguesos que havia estat expulsada del regne en els anys 1620 pels Imbangala.
Els portuguesos van anar a la guerra amb el regne del Congo en 1660. António I va succeir el seu pare, Garcia II, com a rei del Congo en 1661. António va liderar el Congo contra els portuguesos fins a la seva desastrosa pèrdua en la batalla de Mbwila el 1665. Els portuguesos patiren una desastrosa derrota a la batalla de Kitombo quan intentaren invadir el Congo en 1670. António va morir a Mbwila i els portuguesos aboliren el seu exèrcit. Amb la mort d'António el Congo es va dividir i patí un declivi.
El seu principal aliat en la guerra contra la Reina Nzinga va desistir quan Portugal va pactar acceptar la seva reclamació com a reina de Ndongo en 1657. Es va revoltar en 1670. Encara que els portuguesos van aconseguir derrotar-la en un llarg setge de la capital, Mpungo Andongo, en 1671, va ser una victòria costosa. Més interferències en Matamba i els afers de Matamba i Kasanje en 1680 van provocar una altra derrota a la batalla de Katole en 1684. Després d'aquest cas, Portugal va apartar la seva atenció de la guerra al nord, ja fos contra Congo o Ndongo.
El 1684, la seu del bisbe es va traslladar a São Paulo de Luanda, i São Salvador va disminuir en importància, especialment després del seu abandó en 1678 a mesura que es va intensificar la guerra civil d'aquell país. Fins i tot després que Pedro IV restaurés la ciutat i la repoblés el 1709, el centre de gravetat eclesiàstica a Angola descansava amb la colònia portuguesa.

## Colònia de Benguela
L'atenció dels portuguesos s'havia dirigit ara cap als districtes meridionals d'Angola. La colònia de Benguela havia estat fundada pel governador Manuel Cerveira Pereira el 1617. Inicialment, havia esperat convertir-la en una colònia militar agressiva com Angola, però després d'una aliança infructuosa amb els Imbangala locals, havia hagut d'abandonar aquests plans. Els seus plans d'enfortir encara més la colònia per apoderar-se de les riques mines de coure que es trobaven a Sumbe també van resultar inútils. Altres intents d'expansió de Benguela, com la llarga campanya de Lopo Soares Lasso en 1629, no van produir molts esclaus o conquestes.
A la dècada de 1680, després del fracàs de la guerra del nord, els governants portuguesos van tornar a intentar fer una nova guerra al sud. Es van embolicar en la política dels regnes ovimbundu que es trobaven a les terres altes centrals de Angola (Altiplà de Bié). Aquestes campanyes, especialment ambicioses en els anys 1770, van donar lloc a acords formals de vassallatge entre alguns dels més importants dels regnes, com Viye i Mbailundu, però mai van ser grans fonts d'esclaus o reals conquestes des d'on es podien extreure recursos o homenatges.

## Seglexviii
Al segle xviii, els governants portuguesos van intentar limitar el que consideraven comerç il·legal per part de comerciants de la seva colònia amb comerciants holandesos, francesos i anglesos que freqüentaven els regnes septentrionals de Congo i Loango. Amb aquesta finalitat, van establir un fort i assentament a Encoje (prop de Mbwila) per bloquejar el viatge a través de la bretxa muntanyosa que permetia als comerciants creuar a Congo. En 1783-1784 van intentar ocupar Cabinda a la costa nord, però van ser expulsats, i de 1789 a 1792 els portuguesos van dirigir una guerra contra el marquesat de Mussolo (el districte immediatament al sud d'Ambriz al territori del Congo) sense gaire èxit. En 1791 van construir un fort a Quincolo al Loje, i van treballar les mines de Bembe.
Al mateix temps, Portugal també va intentar estendre les seves relacions a l'interior, especialment les terres més enllà del riu Kwango. Matamba i Kasanje havien obstruït sistemàticament els intents dels mercaders portuguesos de penetrar a les seves terres, i en 1755-56, Manuel Correia Leitão, va visitar Kasanje i va informar sobre les terres del Kwanza. Entre ells hi havia el poderós imperi Lunda, els exèrcits dels quals havien conquistat gran part del territori. Lunda finalment va entrar en relacions diplomàtiques amb Portugal, enviant-hi una ambaixadaa principis del segle xix i rebent contraambaixades de Luanda.
Els portuguesos de Benguela van buscar augmentar cada vegada més el seu poder i obtenir riquesa de recursos en l'altiplà de Bié durant el segle xviii, i després de la seva intervenció en la guerra de Mbailundu en els anys 1770 tenien relacions de tractats (que van qualificar de vassallatge) amb els diversos estats. Aquests acords incloïen reunir mercaders portuguesos a les capitals i fer presències permanents a les capitals d'aquests estats. A partir d'aquestes bases, Portugal va intentar explorar relacions comercials amb Lunda que evitaven els estats del riu Kwango.

## Seglexix
Els portuguesos no tenia cap fort o assentament a la costa cap al nord d'Ambriz, que havia estat ocupat per primera vegada el 1855, fins a la "cursa per l'Àfrica" el 1884. Les forces portugueses van intervenir en una guerra civil entre 1855 i 1856, ajudant Pedro V Água Rosada arribar al tron del Congo. Van deixar un fort a M'banza-Kongo, que van mantenir fins a 1866. Pedro V va regnar més de trenta anys. El 1888 un resident portuguès era destinat a Salvador, quan Pedro va acceptar convertir-se en vassall portuguès. Esperava utilitzar els portuguesos per ajudar en el seu intent de reconstruir l'autoritat reial en altres parts del Congo.
El control administratiu portuguès complet de l'interior no es va produir fins a principis del segle xx, quan es va superar la resistència de diversos grups de població. El cap d'aquests va ser l'aixecament dels Kwanyama, liderats pel seu líder Mandume Ya Ndemufayo.
El 1884, la Gran Bretanya, que fins aleshores s'havia negat constantment a reconèixer que Portugal tenia drets territorials al nord d'Ambriz, va concloure un tractat que reconeixia la sobirania portuguesa sobre els dos bancs del Congo inferior, però el tractat, reunit amb oposició a Gran Bretanya i Alemanya, no va ser ratificat. Els acords conclosos amb l'Estat Lliure del Congo, Alemanya i França en 1885-1886 (modificat en detalls per arranjaments posteriors) van fixar els límits de la província, excepte al sud-est, on la frontera entre Barotseland (Rhodèsia del Nord) i Angola va ser determinada pel tractat angloportuguès de 1891 i l'arbitratge del rei d'Itàlia el 1905.
Fins a finals del segle xix la possessió de Portugal a l'interior de la província era lleugera, encara que la seva influència s'estenia fins a les conques del Congo i Zambezi. L'abolició del comerç d'esclaus extern va resultar molt perjudicial per al comerç dels ports marítims. A partir de 1860, els recursos agrícoles del país es van desenvolupar amb energia creixent, un treball en el qual els comerciants brasilers van prendre la iniciativa. Després de la divisió definitiva d'Àfrica entre les potències europees, Portugal es va aplicar amb certa serietat per explotar Angola i les seves altres possessions africanes. No obstant això, en comparació amb la seva riquesa natural, el desenvolupament del país havia estat lent.
Els portuguesos van sotmetre el regne dels Ovimbundu de Mbalundu cap al 1890 i els altres regnes ovimbundu no els van ajudar, especialment el regne de Bihé. Al juliol del 1902 una expedició de 770 soldats, majoritàriament africans i alguns afrikáner i 142 lusitans van anar a conquerir-los. Els regnes ovimbundu de Wambu, Mbalundu, Soque, Civulu, Civanda, Ngalangi, Cipeyo i Sambu es van revoltar amb els immigrants europeus i els lleials aborígens per la caiguda sobtada del preu del cautxú d'arrel, reunint una tropa de 40.000 guerrers per enfrontar-s'hi però van ser vençuts gràcies a la superioritat tecnològica dels europeus. El capità Paes Brandão va emboscar, capturar i matar el olosoma Mutu-ja-Kavela, cap dels insubmisos, i 10.000 dels seus guerrers en un atac sorprenent contra el seu campament. Els combats van continuar fins al 1910.
L'esclavitud i el comerç d'esclaus van seguir florint a l'interior als primers anys del segle xx, malgrat les prohibicions del govern portuguès. L'extensió de l'autoritat sobre les tribus de l'interior va procedir molt lentament i no es va aconseguir sense retrocessos ocasionals. El setembre del 1904 una columna portuguesa va perdre més de 300 homes, entre ells 114 europeus, en una trobada amb els Kunahamas al riu Kunene, no gaire lluny de la frontera alemanya. Els kunahames eren una tribu salvatge i depredadora i probablement van ser influenciats en gran part per la revolta dels seus veïns del sud, els herero, contra els alemanys. El 1905 i novament el 1907 es van produir nous enfrontaments a la mateixa regió.
Fins a principis del segle xix, l'interès primordial de Portugal a Angola era l'esclavitud. El sistema d'esclaus va començar a principis del segle xvi amb la compra a caps africans per treballar en plantacions de sucre a São Tomé i Príncipe i Brasil. Les poblacions Imbangala i les tribus ambundu, caçadors d'esclaus actius, van ser durant segles els principals proveïdors d'esclaus al mercat de Luanda. Aquests esclaus van ser comprats per comerciants brasilers i enviats a Amèrica, inclosa la colònia de Brasil.
Tot i que el desenvolupament econòmic del país no va ser totalment oblidat i es van introduir molts productes alimentaris útils, la prosperitat de la província va dependre en gran manera del comerç d'esclaus amb la colònia portuguesa del Brasil, que no va ser legalment abolida fins a 1830 després de la independència de Brasil de Portugal (1822) i de fet va continuar durant molts anys després. Molts estudiosos coincideixen que, al segle xix, Angola era la principal font d'esclaus no sols per al Brasil, sinó per a les Amèriques, inclòs els Estats Units. A finals del segle xix, un sistema de treball forçat massiu havia substituït l'esclavitud i continuaria fins que el 1961 es va prohibir. El govern colonial portuguès al segle XX es caracteritzava per una rígida dictadura i explotació de la mà d'obra africana.
Va ser aquest treball forçat el que va proporcionar la base per al desenvolupament d'una economia de plantació i, a mitjans del segle xx, un important sector miner. El treball forçat es va combinar amb el finançament britànic per construir tres vies de ferrocarril des de la costa fins a l'interior. El més important era el ferrocarril transcontinental de Benguela que unia el port de Lobito amb les zones de coure del Congo Belga i el que ara és Zàmbia.
El fort desenvolupament econòmic colonial no es va transformar en desenvolupament social per a una gran majoria d'indígenes angolesos. El règim portuguès va encoratjar la immigració blanca, especialment després de 1950, que va intensificar l'antagonisme racial; molts nous colons portuguesos van arribar després de la Segona Guerra Mundial.

### Congo/Cabinda
El Congo portuguès (Cabinda) era un protectorat portuguès establert pel tractat de Simulambuco de 1885. En algun moment dels anys 20, es va incorporar a la colònia més gran (més tard província d'ultramar) de l'Àfrica Occidental Portuguesa. Les dues colònies havien estat inicialment contigües, però més tard es van separar geogràficament per un estret corredor de terra, que Portugal va cedir a Bèlgica permetent l'accés del Congo belga a l'Oceà Atlàntic. Després de la descolonització de l'Angola portuguesa amb el Tractat d'Alvor de 1975, la breu República de Cabinda va declarar unilateralment la seva independència. No obstant això, Cabinda va ser aviat vençuda i incorporada a la recentment proclamada República Popular d'Angola i mai va aconseguir reconeixement internacional.